# Каракол (Джети-Огузский район)
Каракол (кирг. Каракол) — село в Джети-Огузском районе Иссык-Кульской области Кыргызстана. Входит в состав Барскоонского аильного округа. Код СОАТЕ — 41702 210 815 02 0.

## Население
По данным переписи 2009 года, в селе проживало 89 человек.